# 'O sole mio

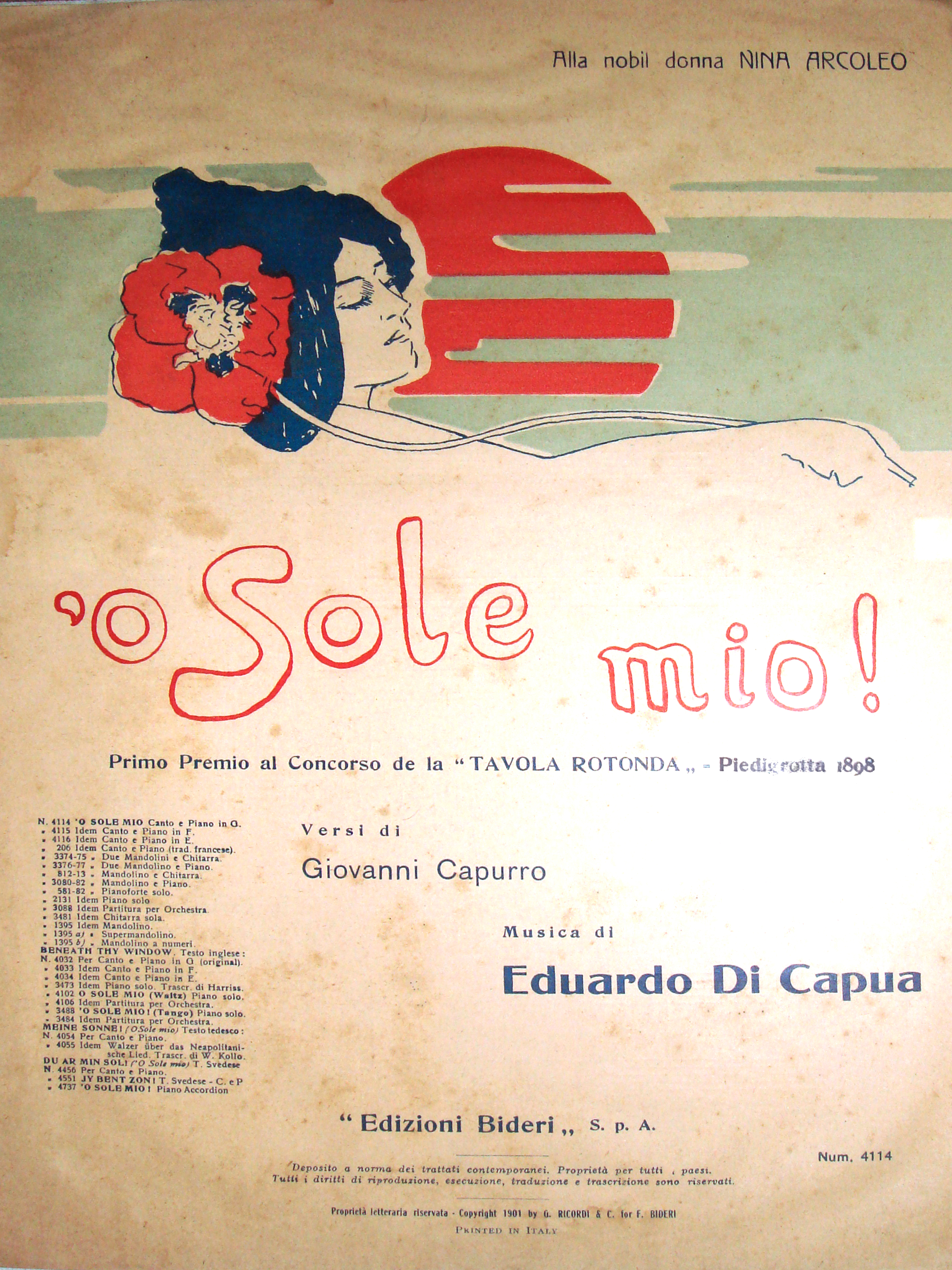
Coberta de la partitura original.

’O sole mio (El meu sol en napolità) és una cançó napolitana del 1898. La lletra és de Giovanni Capurro i la música d'Eduardo di Capua. Va ser escrita a Odessa, a Ucraïna, i bé en la versió original en napolità o traduïda a altres idiomes, s'ha convertit en una de les cançons populars més famoses del món.

## Lletra
| Lletra en napolità Che bella cosa e' na jurnata 'e sole, n'aria serena doppo na tempesta! Pe' ll'aria fresca pare già na festa. Che bella cosa e' na jurnata 'e sole. Ma n'atu sole, cchiù bello, oje ne' 'o sole mio sta 'nfronte a te! 'O sole, 'o sole mio, sta 'nfronte a te, sta 'nfronte a te! Quanno fa notte e 'o sole se ne scenne, me vene quase 'na malincunia; sotto 'a fenesta toia restarria quanno fa notte e 'o sole se ne scenne. Ma n'atu sole, cchiù bello, oje ne' 'o sole mio sta 'nfronte a te! 'O sole, 'o sole mio sta 'nfronte a te, sta 'nfronte a te! Luceno 'e llastre d'a fenesta toia; 'na lavannara canta e se ne vanta e pe' tramente torce, spanne e canta luceno'e llastre d'a fenesta toia. Ma n'atu sole, cchiù bello, oje ne' 'o sole mio sta 'nfronte a te! 'O sole, 'o sole mio sta 'nfronte a te, sta 'nfronte a te! | El meu sol (traducció al català) Com n'és de bonic, un dia de sol, i l'aire tranquil després de la tempesta! Per l'aire fresc ja sembla que sigui festa. Com n'és de bonic, un dia de sol. Però hi ha un altre sol encara més bonic, el meu sol, que és al teu front! El sol, el meu sol, que és al teu front, al teu front! Quan es fa de nit i el sol s'apaga, quasi m'omple la malenconia. Sota la teva finestra em quedaria quan es fa de nit i el sol s'apaga. Però hi ha un altre sol encara més bonic, el meu sol, que és al teu front! El sol, el meu sol, que és al teu front, al teu front! Brillen els vidres de la teva finestra, la bugadera canta i es vanta, i mentre escorre la roba, l'estén i canta, brillen els vidres de la teva finestra. Però hi ha un altre sol encara més bonic, el meu sol, que és al teu front! El sol, el meu sol, que és al teu front, al teu front! |